# Wallace Eckert
Wallace Eckert (anglès: Wallace John Eckert)  (Pittsburgh, 19 de juny de 1902 - Englewood, 24 d'agost de 1971) va ser un matemàtic i astrònom estatunidenc.

## Vida i Obra
Nascut a Pittsburgh, va créixer en una granja lletera d'Albion (Pennsilvània), a tocar del llac Erie. Va estudiar al Oberlin College (Ohio) i al Amherst College (Massachusetts), abans d'obtenir el doctorat el 1931 a la universitat Yale amb una tesi dirigida per Ernest William Brown sobre l'òrbita de l'asteroide troià de Júpiter Hèctor (624).
El 1926 va començar a treballar com assistent al departament d'astronomia de la Universitat de Colúmbia on el 1931, després de doctorar-se, va passar a ser professor. Durant els anys 1930's, va encetar una fructífera col·laboració de la universitat amb IBM, que va ser un model per a molts altres projectes científics que necessitaven computs massius. El 1940 va ser nomenat director del US Nautical Almanac Office, on va treballar durant tota la Segona Guerra Mundial. El 1945, quan la guerra ja estava acabant, el president d'IBM, Thomas J. Watson, li va proposar un lloc de treball per a temps de pau. Aquesta iniciativa va portar a la creació a Nova York del Thomas J. Watson Research Center, una col·laboració entre IBM i la Universitat de Colúmbia, que no solament feia computs complicats, sinó que també formava científics de totes les branques en les tècniques de computació mecànica. Des de la seva posició de director del centre, Eckert va ser decisiu en els dissenys dels (aleshores) supercomputadors SSEC (1949) i NORC (1954).
Al mateix temps, Eckert va ser professor de mecànica celeste a la Universitat de Colúmbia, essent un gran expert en la teoria lunar, seguint els pasos del seu antic professor de Yale, Ernest Brown.
Eckert es va retirar d'IBM el 1967 i de la Universitat de Colúmbia el 1970.